# 百老匯網路資料庫
百老匯網路資料庫（英語：Internet Broadway Database，简称IBDB）是一个关于百老匯劇院戏剧作品和其工作人员的在线数据库。持有者为百老汇联盟。该网站也有相应的IOS和Android应用程序。

## 历史
网站提供了纽约戏剧的开端18世纪到今天为止的百老汇戏剧制作的记录。包括详细信息，相关的人以及有趣的事实和作品统计。 IBDB还拥有从过去到现在的百老汇戏剧制作的大部分存档照片。作品网页上同时提供歌曲在iTunes上的录音链接列表，奖项和提名的列表，评论，链接到Amazon.com购买商品，当前和历史演员名单。该网页包括剧院，人物，奖项，歌曲，和总票房的高级搜索选项。在未来IBDB将包括百老汇巡回演出中的数据，以及当前百老汇的信息。